# Быстрая (приток Песчаной)
Быстрая — река в Смоленском и Солонешенском районах Алтайского края России. Устье реки находится в 114 км по левому берегу реки Песчаная. Длина реки составляет 43 км. Общее направление течения — с юга на север.
Высота устья — 266 м над уровнем моря.
Населённые пункты на реке: Карпово, Комсомольский, Матвеевка.

## Притоки
- Сенной (лв)
- Майский (пр)
- Песчаный (пр)
- Ромкин Ключ (лв)
- Татарский (пр)
- Федотов (лв)
- Быстрёнок (пр)
- Шалаборин (лв)
- Прижимов (лв)
- Березов (лв)
- Большаков (пр)

## Данные водного реестра
По данным государственного водного реестра России относится к Верхнеобскому бассейновому округу, водохозяйственный участок реки — Обь от слияния рек Бия и Катунь до города Барнаул, без реки Алей, речной подбассейн реки — бассейны притоков (Верхней) Оби до впадения Томи. Речной бассейн реки — (Верхняя) Обь до впадения Иртыша.